# Colonia Tres de Mayo
Colonia Tres de Mayo är en ort i Mexiko.   Den ligger i kommunen Rafael Lucio och delstaten Veracruz, i den sydöstra delen av landet, 230 km öster om huvudstaden Mexico City. Colonia Tres de Mayo ligger 1 601 meter över havet och antalet invånare är 215.
Terrängen runt Colonia Tres de Mayo är lite bergig, och sluttar österut. Runt Colonia Tres de Mayo är det ganska tätbefolkat, med 172 invånare per kvadratkilometer. Närmaste större samhälle är Xalapa, 8,2 km sydost om Colonia Tres de Mayo. Omgivningarna runt Colonia Tres de Mayo är en mosaik av jordbruksmark och naturlig växtlighet.